# Franz von Vecsey

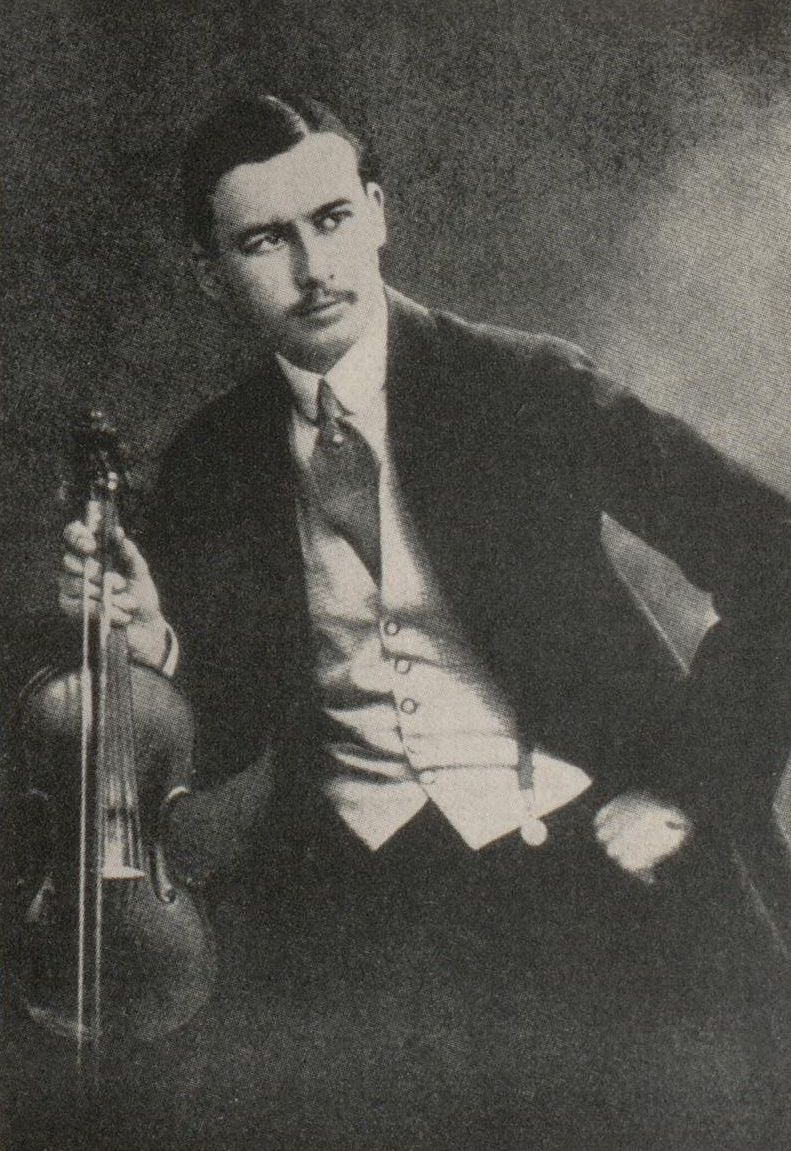
Franz von Vecsey

Franz von Vecsey (ungarisch Vecsey Ferenc; * 23. März 1893 in Budapest, Österreich-Ungarn; † 5. April 1935 in Rom) war ein ungarischer Geiger und Komponist.

## Leben
Jean Sibelius widmete dem 12-jährigen Wunderkind sein Violinkonzert. Franz von Vecsey studierte bei Jenő Hubay und Joseph Joachim und war mit Béla Bartók am Klavier auf Konzertreisen. Auf der Konzertreise in die Vereinigten Staaten 1903 war Hermann Zilcher sein Begleiter. Er galt ob seines romantischen Virtuosentums als der „führende Geiger seiner Zeit“ (… the leading virtuoso of the age …). Aufnahmen von seinem selbst komponierten Chanson triste (1913) oder von Giuseppe Tartinis Teufelstrillersonate belegen sein Ausdrucksvermögen. Er starb früh im Alter von 42 Jahren bei einer missglückten medizinischen Operation.

## Aufnahmen (Auswahl)
- Franz von Vecsey spielt Bach, Beethoven, Schubert; Audio-CD,  2008, Label: Pearl harmonia mundi - Musicora
- Die Grossen Geiger - Aufnahmen 1900-1930, Audio-CD, 2004, Label Testament
- Violinsonate Nr.3, Audio-CD, 1999, Label Pavilion Otto G. Preiser & Co

## Hörbeispiele
- Ibolyka Zilzer - Valse Triste (Vecsey) auf YouTube
- Franz von Vecsey plays Tartini on Fonotipia auf YouTube